# Chôros núm. 7

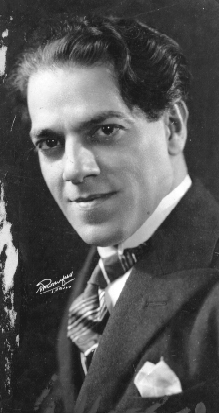
Fotografia de l'autor de la peça musical, Heitor Villa-Lobos.

Chôros núm. 7, subtitulat "Settimino" (Septet), és un septet instrumental escrit l'any 1924 pel compositor brasiler Heitor Villa-Lobos. Forma part d'una sèrie de catorze composicions numerades anomenades col·lectivament Chôros, que van des de solos per a guitarra i per a piano fins a obres per a solista o cor amb orquestra o múltiples orquestres, i amb una durada variada de fins a una hora. Chôros núm. 7 té una durada d'uns vuit minuts i mig.

## Història
Chôros núm. 7 va ser compost a Rio de Janeiro l'any 1924 (immediatament després de Chôros núm. 2 i dos anys abans de l'obra orquestral Chôros núm. 6), convertint-se en el tercer membre de la sèrie per ordre d'escriptura. La partitura està dedicada al mecenes del compositor Arnaldo Guinle, a qui Villa-Lobos també dedicaria Chôros núm. 5. Va ser estrenada a l'Escola Nacional de Música de Rio de Janeiro el 19 de setembre de 1925 per Ary Ferreira (flauta), Antão Soares (clarinet), Rodolfo Attanasio (oboè), Felipe Duchamps (saxo alt), Assis Republicano (fagot), Cardoso. Menezes (violí), i Newton Pàdua (violoncel). L'estrena europea va tenir lloc en el primer d'un parell de concerts dedicats a l'obra de Villa-Lobos, a la Salle Gaveau de París el 24 d'octubre de 1927. Els intèrprets van ser Gaston Blanquart (flauta), Lucien-Joseph-Francis de Nattes (oboè), Louis Cahuzac (clarinet), Hippolyte Poimboeuf (saxo alt), Gustave Dhérin (fagot), Marcel Darrieux (violí) i Robert Krabansky (violoncel).
Chôros No. 7 va ser coreografiat i interpretat com a ballet pel New York City Ballet el 1960.

## Instrumentació
Chôros No. 7 està escrit per a un septet instrumental format per flauta, oboè, clarinet, saxo alt, fagot, violí i violoncel, amb l'addició opcional d'un tam-tam fora de l'escenari prop del final.

## Anàlisi
La forma de Chôros No. 7 no és més que una seqüència desconnectada de segments musicals, però d'alguna manera misteriosa aconsegueix crear una sensació d'unitat. Les textures es teixeixen indistintament a partir d'una barreja de primitivisme amerindi i les polques i els valsos de les sales de ball suburbanes. Villa-Lobos combina i contrasta els diferents materials per tal de produir efectes instrumentals originals i timbres nous, afavorint-los fins a tal punt que pràcticament no hi ha cap desenvolupament temàtic, i les harmonies es produeixen més o menys accidentalment a partir de la conjunció de les parts lineals.
Segons el compositor, el caràcter primitiu i amerindi del tema inicial es va transformant gradualment al llarg de l'obra en un estil més civilitzat, acabant donant pas a un vals lent. Segueix una melodia creixent amb ritmes conflictius, adornada amb les notes de gràcia parasitàries característiques de la polquinha animada de la Cidade Nova. Al final, es recorda la temàtica amerindia, per confirmar la transformació que ha sofert.
Les síncopes característiques de la part mitjana de Chôros núm. 7 són comunes a l'⁣havanera, tangos brasilers, maxixe, i les polques (polquinhas) d'un dels creadors del gènere choro, el flautista Joaquim Antônio da Silva Calado.